# Deathhammer
Deathhammer, uitgegeven in 2012, is het achtste studioalbum van de Nederlandse death metal band Asphyx. Het is het laatste album met oprichter Bob Bagchus.

## Bezetting
- Martin van Drunen - Zang
- Paul Baayens - Gitaar
- Alwin Zuur - Basgitaar
- Bob Bagchus - Drums

## Nummers
1. Into the Timewastes	-	03:39
2. Deathhammer	-	02:25
3. Minefield	-	07:25
4. Of Days When Blades Turned Blunt	-03:21
5. Der Landser	-	06:52
6. Reign of the Brute	-	02:58
7. The Flood	-	03:03
8. We Doom You to Death	-	06:54
9. Vespa Crabro	-	02:49
10. As the Magma Mammoth Rises	-	07:50

#### Bonus tracks
1. Death the Brutal Way (7" Version, 2008) Jewelcase CD preorder version bonus tracks	3:38
2. Os Abysmi Vel Daath (Celtic Frost cover, 7" 2008) Jewelcase CD preorder version bonus tracks4:52
3. "Der Landser" (German Version) Limited edition mediabook bonus disc	6:56
4. "Death the Brutal Way" (2008 version) Limited edition mediabook bonus disc	3:39
5. "Os Abysmi Vel Daath" (Celtic Frost cover) Limited edition mediabook bonus disc	4:52
6. "Bestial Vomit" (Majesty cover) Limited edition mediabook bonus disc 2:59
7. "We Doom You to Death" (2010 version) Limited edition mediabook bonus disc	6:43